# From the Sounds Inside
From the Sounds Inside är ett musikalbum av John Frusciante som släpptes 2001. Frusciante har själv inte namngivit albumet utan det är ett namn givet av hans fans.
År 2004 gjorde John en inspelning på 157 minuter där han själv satt och svarade på frågor som fans ställt till honom. När han fick en fråga om From The Sounds Inside förstod han inte frågan eftersom han tydligen inte hade en aning om vad det var och sade att han skulle fråga Josh som enligt John var "bättre på sådana saker".

## Låtlista
1. "So Would Have I" – 2:09
2. "Three Thoughts" – 3:25
3. "I Go Through These Walls" – 1:54
4. "Murmur" – 1:57
5. "Saturation" (Un-mastered Version) – 3:03
6. "Interstate Sex" – 4:38
7. "Dying (I Don't Mind)" – 2:11
8. "The Battle of Time" – 2:21
9. "With Love" – 1:47
10. "I Will Always Be Beat Down" – 2:02
11. "Fallout" (Un-mastered Version) – 2:10
12. "Penetrate Time (Lou Bergs)" – 2:42
13. "Slow Down" – 3:00
14. "Nature Falls" – 1:56
15. "Beginning Again" – 2:09
16. "Cut Myself Out (Leave All the Days Behind)" – 1:56
17. "Place to Drive" – 1:32
18. "How High" – 1:02
19. "Fallout" (Alternative Version) – 2:12
20. "Leaving You" – 1:04
21. "Sailing Outdoors" – 1:31